# Университет Лиможа
Университет Лиможа (фр. Université de Limoges) — университет во французском городе Лимож.
Университет был основан в 1968 году.

## Факультеты
Университет состоит из пяти факультетов, четырёх институтов и трёх инженерных школ.